# 三誥
三誥（さんこく）は、大日本帝国憲法（以降、帝国憲法）の本文に先立つ告文（こうもん）・勅語（ちょくご）・上諭（じょうゆ）の総称。

## 概要
帝国憲法は明治23年（1890年）2月11日に発布されたが、まず当日早暁、明治天皇が宮中三殿を親しく拝礼し、憲法発布を奉告した（告文）。次いで同日、宮殿において憲法発布の式典が行われ、天皇から黒田清隆内閣総理大臣に憲法が下賜されるとともに、勅語が渙発された。さらに、憲法を発布するにあたり、異例の長文の上諭が附せられた。
三者ともに、帝国憲法の精神やその制定過程について言及しており、憲法制定権力や憲法改正限界説に関して、法的性質を帯びているという学説もある。

## 特徴
告文の存在
告文は、明治天皇が自らの祖先神に、憲法発布を奉告したものである。日本における皇室は、欧州各国の君主とは異なり、国民との血縁的、精神的な紐帯が比較的強い。そのため、憲法制定という国家的な重要時において、天皇が自身の（同時に、国民の）祖先神に奉告をする、という形式が、発布に先立つ形でとり行われた。
天皇と国民との関係性
天皇と国民との間の関係を階級的な緊張関係ではなく、連帯関係にあることを強調している。
- 国民の政治への参画について、憲法は「臣民翼賛ノ道ヲ広メ」（告文・第二文段）と定め、ともに国家を統治する姿勢を示している[3]。
- 憲法制定の目的の一つに「民生ノ慶福ノ増進」（告文・第二文段）があり、民生の発展が天皇統治の目的事態であることを明記している[4]。

立憲君主制
天皇自ら、帝国憲法の条規に従って統治権を行使する旨を述べている。

## 法学的性格
この三誥においては、憲法学上の法的地位についての議論が行われている。大別すると、
- 三誥のいずれにおいても、法的性質はいずれにおいても認められない。
- 三誥の内、上諭についてのみ、法的性質が認められる。
- 三誥のいずれも、法的性質が認められる。

の三通りに分かれる。

### 法的性質を認めないとする説
学界の大勢を占める見方である。
憲法発布勅語の明治中期から後期にかけては、憲法研究の中でも言及される例はあったが、その趣旨は大意を解説し、精神的な重要性の強調にとどまっており、その法的性格については言及していなかった。明治末期以降になると、三誥については言及すらされなくなり、完全に憲法学の域外におかれるようになった。

### 上諭のみに法的性質を認める説
法学者の内、美濃部達吉は、帝国憲法における上諭の役割を強調し、その法的性質を主張している。
美濃部は、帝国憲法の上諭は六文段で構成されており、通常の法律等の上諭が天皇の裁可を公示する形式的なものである中で異例の長文である点に着目し、上諭の法的性質と結び付けて解釈している。すなわち、通常の法律は、条文は帝国議会の審議を経て成立しているが、上諭は天皇大権の内の法律公布権に基づくものであり、議会の審議を経ていない。それゆえ、法律としての効力は条文にしか及ばないものであって、上諭は法的性質は持たず、それゆえ、法律の趣旨などについては言及されない。対して、憲法は帝国議会の成立に先立ち、天皇の統治大権の行使により制定されたのであるから、議会成立後の上諭の性質を無批判に援用することはできない。さらに憲法自体が国家の根本法として重要度は類を見ないものであるから、特に長文の上諭を附して制定の趣旨を解いたものである。それゆえに、上諭も法的性質を帯びる、というものである。
黒田覚は美濃部説に続き、上諭の文言を根拠に、その法的性質を認めている。黒田は、上諭の内、
- 憲法制定権について、明治天皇は自身が歴代天皇から継承した統治大権によるものであり、その内容はこれまでの天皇の国家統治のありようを明文化したものであること。
- 天皇の統治権の行使は、この憲法の条規によって行うべきであること（立憲君主制）。

この二点に着目し、この部分は帝国憲法の根本精神であり、帝国憲法の改正の限界性を示している、としている。

### 三誥すべてに法的性質を認める説
里見岸雄は、議会成立前後の上諭の性質の変化に着目した美濃部の学説を支持しつつ、同時に、美濃部が法的性質の及ぶ範囲を上諭のみに限定する根拠が乏しい、と評する。里見いわく、三誥はともに、帝国憲法の制定において必然的、かつ不可分的に存在するものであることから、その法的性質も上諭に限らず、三誥すべてにおいて認められる、とする。